# Hardivillers-en-Vexin

Hardivillers-en-Vexin este o comună în departamentul Oise, Franța. În 1 ianuarie 2018 avea o populație de 163 de locuitori.